# Ciao amore ciao (Giusy Ferreri)
Ciao amore ciao è un singolo di Giusy Ferreri, il quarto e ultimo singolo estratto dal suo album di cover Fotografie del 2009. Il brano è stato reso disponibile radiofonicamente a partire dal 7 maggio 2010, ed è una reinterpretazione dell'omonima canzone di Luigi Tenco.

## Il brano
Del brano viene pubblicata anche una versione nella quale la cantante duetta "virtualmente" con Luigi Tenco. Questo è risultato possibile grazie all'appoggio e all'autorizzazione della Famiglia Tenco, rivelatasi entusiasta del progetto.
La nuova versione del brano è presente nella edizione deluxe se iTunes di Fotografie, pubblicata il 7 maggio 2010.
Gli iscritti all'opendisc del disco Fotografie hanno potuto scaricare gratuitamente il brano direttamente dal sito internet della cantante.
Il brano è stato inserito nella compilation Radio Italia Top 2010.

## Video musicale
Per l'occasione viene anche realizzato un video girato in una villa a Sirmione con alla regia di Gaetano Morbioli: si tratta però della versione dell'album, senza la voce di Tenco. In una conferenza stampa la cantante spiega che la mancanza di tempo e la difficoltà nel reperire filmati nelle teche Rai che non fossero l'esibizione di Tenco al Festival di Sanremo hanno reso obbligatoria tale scelta.

## Classifiche
| Classifica (2010)         | Posizione massima |
| ------------------------- | ----------------- |
| Italia (airplay)          | 92                |
| Italia (airplay italiane) | 35                |